# N. Chandrababu Naidu
Nara Chandrababu Naidu (sinh 20 tháng 4 năm 1950) là một chính trị gia người Ấn Độ đã là thủ hiến bang Andhra Pradesh kể từ năm 2014. Trước đó, ông là Bộ trưởng Bộ trưởng từ năm 1995 đến năm 2004. Ông cũng là Chủ tịch của Đảng Desam Telugu trong Andhra Pradesh và Telangana..
Naidu trở thành đại biểu quốc hội trẻ nhất bang và thủ hiến trẻ nhất ở tuổi 28, và phục vụ lâu dài nhất là thủ hiến bang từ năm 1995 đến năm 2004. Ông đã tung ra một loạt các cải cách sau khi tiếp quản chức vụ thủ hiến bang. Naidu nhấn mạnh việc sử dụng các công nghệ thông tin (CNTT) và là công cụ trong việc đưa ra Hyderabad là một trong những trung tâm CNTT ở Ấn Độ, thu lời khen ngợi từ các nhà lãnh đạo toàn cầu và phương tiện truyền thông cho các chính sách công của mình và cách tiếp cận để quản trị.
Sự thất bại năm 2004 cuộc bầu cử cho Naidu đã được chủ yếu là do không đủ tập trung vào nông nghiệp của chính quyền của ông. Hạn hán nghiêm trọng và nợ ngày càng tăng đã đẩy hàng trăm nông dân ở bang này để tự tử. Naidu được xem như bỏ qua dân số nông thôn rộng lớn với các chính sách của mình, tạo ra một hình ảnh tiêu cực cho ông. Sau đó ông bị mất bầu cử Quốc hội năm 2009 như là tốt. Naidu bị chỉ trích vì sự thay đổi thường xuyên của ông tâm liên quan đến hỗ trợ cho các bang Andhra Pradesh phân nhánh. [8] Sau năm 2014 cuộc bầu cử hội, Naidu đã được tái bầu làm Bộ trưởng Bộ trưởng.
Ông đã giành được một số giải thưởng, trong đó có giải Công nghệ thông tin thiên niên kỷ của Time Asia, người kinh doanh của năm bởi The Economic Times, người Nam Á của năm của Time châu Á và thành viên Nội các mong ước của  Diễn đàn Kinh tế Thế giới. Naidu chủ trì Ủy ban Công nghệ thông tin Quốc gia và được mô tả là một trong những "bảy bí ẩn", kỳ quan công tác trên toàn thế giới, bởi lợi nhuận (tạp chí hàng tháng của Oracle Corporation).